# Campeonato Mundial de Atletismo de 2007 - 100 m masculino
A competição dos 100 metros masculino no Campeonato Mundial de Atletismo de 2007 foi realizada no Estádio Nagai, em Osaka, no Japão, nos dias 25 e 26 de agosto de 2007.

## Recordes
Antes desta competição, os recordes mundiais e do campeonato nesta prova eram os seguintes:
| Tipo                  | Atleta         | Tempo | Local                    | Data                                                         |
| --------------------- | -------------- | ----- | ------------------------ | ------------------------------------------------------------ |
|                       | Asafa Powell   | 9.77  | Atenas Gateshead Zurique | 14 de junho de 2005 11 de junho de 2006 18 de agosto de 2006 |
| Recorde do campeonato | Maurice Greene | 9.80  | Sevilha                  | 22 de agosto de 1999                                         |

## Medalhistas
| Ouro            | Prata                | Bronze             |
| Tyson Gay (USA) | Derrick Atkins (BAH) | Asafa Powell (JAM) |

## Calendário
Todos os horários estão no horário local (UTC+9)
| Data         | Horário | Fase             |
| ------------ | ------- | ---------------- |
| 25 de agosto | 12:10   | Eliminatórias    |
| 25 de agosto | 20:15   | Quartas de final |
| 26 de agosto | 20:10   | Semifinal        |
| 26 de agosto | 22:20   | Final            |

## Resultados

### Eliminatórias
Qualificação: Os 3 primeiros de cada bateria (Q) e os 8 melhores tempos (q) avançam para as quartas de final.
| Pos. | Bateria | Raia | Atleta                 | Nacionalidade             | Tempo | Notas            |
| ---- | ------- | ---- | ---------------------- | ------------------------- | ----- | ---------------- |
| 1    | 3       | 4    | Marlon Devonish        | Grã-Bretanha              | 10.13 | Q                |
| 2    | 1       | 1    | Nobuharu Asahara       | Japão                     | 10.14 | Q,               |
| 3    | 2       | 3    | Brendan Christian      | Antígua e Barbuda         | 10.16 | Q,               |
| 3    | 8       | 6    | Churandy Martina       | Antilhas Holandesas       | 10.16 | Q                |
| 5    | 7       | 1    | Nesta Carter           | Jamaica                   | 10.17 | Q                |
| 6    | 1       | 8    | Tyson Gay              | Estados Unidos            | 10.19 | Q                |
| 7    | 7       | 3    | Naoki Tsukahara        | Japão                     | 10.20 | Q,               |
| 8    | 8       | 7    | Mark Lewis-Francis     | Grã-Bretanha              | 10.21 | Q                |
| 8    | 3       | 6    | Matic Osovnikar        | Eslovênia                 | 10.21 | Q                |
| 8    | 5       | 2    | Henry Vizcaíno         | Cuba                      | 10.21 | Q                |
| 11   | 8       | 5    | Marc Burns             | Trinidad e Tobago         | 10.22 | Q                |
| 11   | 3       | 2    | Simone Collio          | Itália                    | 10.22 | Q                |
| 13   | 2       | 6    | Craig Pickering        | Grã-Bretanha              | 10.24 | Q                |
| 14   | 2       | 5    | Derrick Atkins         | Bahamas                   | 10.25 | Q                |
| 14   | 7       | 2    | Patrick Johnson        | Austrália                 | 10.25 | Q                |
| 16   | 2       | 9    | Olusoji Fasuba         | Nigéria                   | 10.27 | q                |
| 16   | 7       | 6    | Rosario La Mastra      | Itália                    | 10.27 | q,               |
| 18   | 6       | 4    | Keston Bledman         | Trinidad e Tobago         | 10.29 | Q                |
| 18   | 4       | 2    | Richard Thompson       | Trinidad e Tobago         | 10.29 | Q                |
| 20   | 1       | 6    | Sherwin Vries          | África do Sul             | 10.30 | Q                |
| 21   | 5       | 6    | Clement Campbell       | Jamaica                   | 10.31 | Q                |
| 21   | 4       | 3    | Anson Henry            | Canadá                    | 10.31 | Q                |
| 23   | 1       | 4    | Ken Collins            | São Cristóvão e Neves     | 10.34 | q                |
| 23   | 5       | 5    | Vicente de Lima        | Brasil                    | 10.34 | Q                |
| 23   | 6       | 3    | Asafa Powell           | Jamaica                   | 10.34 | Q                |
| 23   | 8       | 4    | Josh Ross              | Austrália                 | 10.34 | q                |
| 27   | 6       | 7    | Martial Mbandjock      | França                    | 10.36 | Q                |
| 28   | 4       | 9    | Ángel David Rodríguez  | Espanha                   | 10.37 | Q                |
| 29   | 6       | 1    | Florin Suciu           | Roménia                   | 10.38 | q                |
| 30   | 5       | 9    | J-Mee Samuels          | Estados Unidos            | 10.39 | q                |
| 31   | 8       | 2    | Dariusz Kuć            | Polónia                   | 10.42 | q                |
| 32   | 8       | 8    | Jan Žumer              | Eslovênia                 | 10.45 | q                |
| 33   | 1       | 2    | José Carlos Moreira    | Brasil                    | 10.46 |                  |
| 34   | 2       | 2    | Sandro Viana           | Brasil                    | 10.46 |                  |
| 35   | 3       | 5    | Gibrilla Pato Bangura  | Serra Leoa                | 10.50 |                  |
| 36   | 5       | 8    | Wilfried Bingangoye    | Gabão                     | 10.53 |                  |
| 37   | 7       | 4    | Sébastien Gattuso      | Mónaco                    | 10.55 | Recorde nacional |
| 38   | 3       | 8    | Béranger Bosse         | República Centro-Africana | 10.59 |                  |
| 39   | 4       | 4    | Idrissa Sanou          | Burquina Fasso            | 10.61 |                  |
| 40   | 5       | 7    | Yahya Hassan I. Habeeb | Arábia Saudita            | 10.65 |                  |
| 41   | 6       | 2    | Holder da Silva        | Guiné-Bissau              | 10.68 |                  |
| 42   | 6       | 9    | Ruslan Abbasov         | Azerbaijão                | 10.72 |                  |
| 43   | 4       | 8    | Franklin Nazareno      | Equador                   | 10.73 |                  |
| 44   | 6       | 5    | Boris Savic            | Montenegro                | 10.88 |                  |

Bateria 1
| Pos. | Faixa | Atleta           | Nacionalidade          | Tempo | Notas           |
| ---- | ----- | ---------------- | ---------------------- | ----- | --------------- |
| 6    | 7     | Muammed Patoniah | Indonésia              | 10.92 | Recorde pessoal |
| 7    | 4     | Tyrone Omar      | Marianas Setentrionais | 11.00 |                 |
| 8    | 5     | Iowane Dovumatua | Fiji                   | 11.09 |                 |
| 9    | 3     | Tim Natua        | Kiribati               | 11.51 | Recorde pessoal |

Bateria 2
| Pos. | Faixa | Atleta                | Nacionalidade    | Tempo | Notas                |
| ---- | ----- | --------------------- | ---------------- | ----- | -------------------- |
| 6    | 4     | Darren Gilford        | Malta            | 10.92 |                      |
| 7    | 1     | Keiron Rogers         | Anguila          | 11.05 |                      |
| 8    | 8     | Reginaldo Micha Ndong | Guiné Equatorial | 11.59 | Recorde da temporada |
| 9    | 7     | Tika Ram Tharu        | Nepal            | 11.83 | Recorde pessoal      |

Bateria 3
| Pos. | Faixa | Atleta           | Nacionalidade | Tempo | Notas           |
| ---- | ----- | ---------------- | ------------- | ----- | --------------- |
| 6    | 9     | JJ Capelle       | Nauru         | 11.02 | Recorde pessoal |
| 7    | 7     | Hin Fong Pao     | Macau         | 11.21 | Recorde pessoal |
| –    | 3     | Francis Obikwelu | Portugal      | DSQ   |                 |

Bateria 4
| Pos. | Faixa | Atleta         | Nacionalidade   | Tempo | Notas                |
| ---- | ----- | -------------- | --------------- | ----- | -------------------- |
| 6    | 6     | Chris Walasi   | Ilhas Salomão   | 11.07 | Recorde da temporada |
| 7    | 7     | Sloane Sanitoa | Samoa Americana | 12.64 | Recorde pessoal      |
| 8    | 5     | Mark Jelks     | Estados Unidos  | 13.64 | SB                   |

Bateria 5
| Pos. | Faixa | Atleta                    | Nacionalidade | Tempo | Notas           |
| ---- | ----- | ------------------------- | ------------- | ----- | --------------- |
| 7    | 4     | Aisea Tohi                | Tonga         | 11.10 | Recorde pessoal |
| 8    | 3     | Muhammad Haziq Haji Awang | Brunei        | 11.22 | Recorde pessoal |

Bateria 6
| Pos. | Faixa | Atleta        | Nacionalidade | Tempo | Notas                |
| ---- | ----- | ------------- | ------------- | ----- | -------------------- |
| 8    | 8     | Moussa Camara | Guiné         | 11.49 | Recorde pessoal      |
| 9    | 6     | Odingo Gordon | Monserrate    | 11.58 | Recorde da temporada |

Bateria 7
| Pos. | Faixa | Atleta         | Nacionalidade                   | Tempo | Notas                |
| ---- | ----- | -------------- | ------------------------------- | ----- | -------------------- |
| 6    | 9     | Jurgen Themen  | Suriname                        | 10.96 | Recorde pessoal      |
| 7    | 7     | Jack Howard    | Estados Federados da Micronésia | 11.03 | Recorde da temporada |
| 8    | 8     | Dayne O'Hara   | Ilha Norfolk                    | 11.86 | Recorde pessoal      |
| –    | 5     | Samuel Francis | Catar                           | DNF   |                      |

Bateria 8
| Pos. | Faixa | Atleta        | Nacionalidade | Tempo | Notas                |
| ---- | ----- | ------------- | ------------- | ----- | -------------------- |
| 7    | 3     | Mounir Mahadi | Chade         | 11.24 |                      |
| 8    | 9     | Waleed Anwari | Afeganistão   | 11.75 | Recorde da temporada |

### Quartas de final
Qualificação: Os 4 primeiros de cada bateria avançam para as semifinais.
Bateria 1
| Pos. | Raia | Atleta            | Nacionalidade     | Tempo | Notas |
| ---- | ---- | ----------------- | ----------------- | ----- | ----- |
| 1    | 7    | Asafa Powell      | Jamaica           | 10.01 | Q     |
| 2    | 8    | Derrick Atkins    | Bahamas           | 10.02 | Q     |
| 3    | 6    | Matic Osovnikar   | Eslovênia         | 10.13 | Q,    |
| 4    | 4    | Nobuharu Asahara  | Japão             | 10.16 | Q     |
| 5    | 2    | Rosario La Mastra | Itália            | 10.32 |       |
| 6    | 3    | Dariusz Kuć       | Polónia           | 10.37 |       |
| 7    | 9    | Martial Mbandjock | França            | 10.39 |       |
| 8    | 5    | Richard Thompson  | Trinidad e Tobago | 10.44 |       |

Bateria 2
| Pos. | Raia | Atleta                | Nacionalidade     | Tempo | Notas |
| ---- | ---- | --------------------- | ----------------- | ----- | ----- |
| 1    | 4    | Tyson Gay             | Estados Unidos    | 10.06 | Q     |
| 2    | 7    | Marlon Devonish       | Grã-Bretanha      | 10.13 | Q     |
| 3    | 9    | Olusoji Fasuba        | Nigéria           | 10.24 | Q     |
| 4    | 5    | Clement Campbell      | Jamaica           | 10.28 | Q     |
| 5    | 8    | Simone Collio         | Itália            | 10.31 |       |
| 6    | 6    | Keston Bledman        | Trinidad e Tobago | 10.33 |       |
| 7    | 3    | Ángel David Rodríguez | Espanha           | 10.39 |       |
| 8    | 2    | Jan Žumer             | Eslovênia         | 10.44 |       |

Bateria 3
| Pos. | Raia | Atleta             | Nacionalidade       | Tempo | Notas |
| ---- | ---- | ------------------ | ------------------- | ----- | ----- |
| 1    | 4    | Churandy Martina   | Antilhas Holandesas | 10.10 | Q     |
| 2    | 7    | Mark Lewis-Francis | Grã-Bretanha        | 10.17 | Q,    |
| 3    | 5    | Anson Henry        | Canadá              | 10.20 | Q,    |
| 4    | 6    | Nesta Carter       | Jamaica             | 10.23 | Q     |
| 5    | 9    | J-Mee Samuels      | Estados Unidos      | 10.29 |       |
| 6    | 8    | Patrick Johnson    | Austrália           | 10.29 |       |
| 7    | 2    | Sherwin Vries      | África do Sul       | 10.36 |       |
| 8    | 3    | Florin Suciu       | Roménia             | 10.41 |       |

Bateria 4
| Pos. | Raia | Atleta            | Nacionalidade         | Tempo | Notas |
| ---- | ---- | ----------------- | --------------------- | ----- | ----- |
| 1    | 4    | Craig Pickering   | Grã-Bretanha          | 10.21 | Q     |
| 2    | 9    | Marc Burns        | Trinidad e Tobago     | 10.21 | Q     |
| 3    | 5    | Brendan Christian | Antígua e Barbuda     | 10.26 | Q     |
| 4    | 3    | Kim Collins       | São Cristóvão e Neves | 10.30 | Q     |
| 5    | 7    | Naoki Tsukahara   | Japão                 | 10.31 |       |
| 6    | 2    | Vicente de Lima   | Brasil                | 10.38 |       |
| 7    | 6    | Henry Vizcaíno    | Cuba                  | 10.40 |       |
| 8    | 8    | Josh Ross         | Austrália             | 10.42 |       |

### Semifinal
Qualificação: Os 4 primeiros de cada bateria avançam para as finais.
Bateria 1
| Pos. | Raia | Atleta            | Nacionalidade         | Tempo | Notas                |
| ---- | ---- | ----------------- | --------------------- | ----- | -------------------- |
| 1    | 6    | Derrick Atkins    | Bahamas               | 10.04 | Q                    |
| 2    | 4    | Asafa Powell      | Jamaica               | 10.08 | Q                    |
| 3    | 9    | Matic Osovnikar   | Eslovênia             | 10.17 | Q                    |
| 4    | 5    | Marc Burns        | Trinidad e Tobago     | 10.21 | Q                    |
| 5    | 2    | Kim Collins       | São Cristóvão e Neves | 10.21 | Recorde da temporada |
| 6    | 7    | Craig Pickering   | Grã-Bretanha          | 10.29 |                      |
| 7    | 8    | Brendan Christian | Antígua e Barbuda     | 10.29 |                      |
| 8    | 3    | Nobuharu Asahara  | Japão                 | 10.36 |                      |

Bateria 2
| Pos. | Raia | Atleta             | Nacionalidade       | Tempo | Notas                |
| ---- | ---- | ------------------ | ------------------- | ----- | -------------------- |
| 1    | 4    | Tyson Gay          | Estados Unidos      | 10.00 | Q                    |
| 2    | 7    | Marlon Devonish    | Grã-Bretanha        | 10.12 | Q                    |
| 3    | 6    | Churandy Martina   | Antilhas Holandesas | 10.15 | Q                    |
| 4    | 9    | Olusoji A. Fasuba  | Nigéria             | 10.18 | Q                    |
| 5    | 5    | Mark Lewis-Francis | Grã-Bretanha        | 10.19 |                      |
| 6    | 2    | Anson Henry        | Canadá              | 10.20 | Recorde da temporada |
| 7    | 3    | Nesta Carter       | Jamaica             | 10.28 |                      |
| 8    | 8    | Clement Campbell   | Jamaica             | 10.28 |                      |

### Final
A final ocorreu dia 26 de agosto às 22:20.
| Pos.              | Atleta           | Nacionalidade       | Tempo | Notas                |
| ----------------- | ---------------- | ------------------- | ----- | -------------------- |
| Medalha de ouro   | Tyson Gay        | Estados Unidos      | 9.85  |                      |
| Medalha de prata  | Derrick Atkins   | Bahamas             | 9.91  | Recorde nacional     |
| Medalha de bronze | Asafa Powell     | Jamaica             | 9.96  |                      |
| 4                 | Olusoji Fasuba   | Nigéria             | 10.07 | Recorde da temporada |
| 5                 | Churandy Martina | Antilhas Holandesas | 10.08 |                      |
| 6                 | Marlon Devonish  | Grã-Bretanha        | 10.14 |                      |
| 7                 | Matic Osovnikar  | Eslovênia           | 10.23 |                      |
| 8                 | Marc Burns       | Trinidad e Tobago   | 10.29 |                      |

Legenda
| Recorde mundial       | Recorde mundial (World record)               |                       | Recorde africano                      | Recorde africano (African) |                                           | Q | Classificado por posição (Qualified) |
| Recorde do campeonato | Recorde do campeonato (Championship record)  | Recorde da América    | Recorde da América (Americas)         | q                          | Classificado por melhor tempo (Qualified) |   |                                      |
| Melhor marca do ano   | Melhor marca do ano (World leading)          | Recorde asiático      | Recorde asiático (Asian)              | DNS                        | Não largou (Did not start)                |   |                                      |
| Recorde nacional      | Recorde nacional (National record)           | Recorde europeu       | Recorde europeu (European)            | DNF                        | Não terminou (Did not finish)             |   |                                      |
| Recorde pessoal       | Recorde pessoal do atleta (Personal best)    | Recorde da Oceania    | Recorde da Oceania (Oceania)          | DSQ / DQ                   | Desclassificado (Disqualified)            |   |                                      |
| Recorde da temporada  | Recorde da temporada do atleta (Season best) | Recorde sul-americano | Recorde sul-americano (South America) | NM                         | Sem marca (No mark)                       |   |                                      |